# Ryński Dwór
Ryński Dwór (deutsch Rheinshof) ist ein Ort in der polnischen Woiwodschaft Ermland-Masuren und gehört zur Stadt- und Landgemeinde Ryn (Rhein) im Powiat Giżycki (Kreis Lötzen).

## Geographische Lage
Ryński Dwór liegt in der östlichen Mitte der Woiwodschaft Ermland-Masuren, 19 Kilometer südwestlich der Kreisstadt Giżycko (Lötzen) und zwei Kilometer südöstlich der Stadt Ryn (Rhein).

## Geschichte
Der bis zum 8. Mai 1857 Abbau Dreyer genannte kleine Gutsort war bis 1945 ein Wohnplatz in der Stadt Rhein (polnisch Ryn) und mit dieser in seiner Geschichte vereint. In Kriegsfolge kam der Ort 1945 mit dem gesamten südlichen Ostpreußen zu Polen und erhielt die polnische Namensform „Ryński Dwór“. Heute ist es eine Ortschaft im  Verbund der Stadt- und Landgemeinde Ryn (Rhein) im Powiat Giżycki (Kreis Lötzen), vor 1998 der Woiwodschaft Suwałki, seither der Woiwodschaft Ermland-Masuren zugehörig.

## Kirche
Bis 1945 war Rheinshof in die Evangelische Pfarrkirche Rhein und in die katholische Pfarrkirche St. Adalbert Sensburg (polnisch Mrągowo) eingepfarrt. Heute gehört Ryński Dwór zur Evangelischen Pfarrkirche in Ryn sowie zur katholischen Pfarrkirche Unbefleckte Empfängnis Mariä in Ryn.

## Verkehr
Ryński Dwór liegt verkehrsgünstig an der polnischen Woiwodschaftsstraße DW 642, die den Powiat Giżycki in Nord-Süd-Richtung durchzieht und bis nach Woźnice (Wosnitzen, 1938 bis 1945 Julienhöfen) im Powiat Mrągowski (Kreis Sensburg) führt. Eine Bahnanbindung besteht nicht mehr, seit die Bahnstrecke Rastenburg–Reimsdorf–Rhein der früheren Rastenburger Kleinbahnen mit der nahegelegenen Bahnstation in Rhein außer Betrieb gestellt wurde.